# Élections législatives de 1906 dans la Mayenne
Les élections législatives françaises de 1906 se déroulent les 6 et 20 mai 1906. Dans le département de la Mayenne, cinq députés sont à élire dans le cadre de cinq circonscriptions.

## Élus
| Identité                  | Parti | Parti                             |
| ------------------------- | ----- | --------------------------------- |
| Maurice Dutreil           |       | Libéral-Action libérale populaire |
| Louis-Alphonse de Broglie |       | Droite-Groupe des droites         |
| Urbain de Hercé           |       | Libéral-Action libérale populaire |
| Edmond Leblanc            |       | Libéral-Action libérale populaire |
| Henri de Monti de Rezé    |       | Libéral-Action libérale populaire |

## Résultats par arrondissement

### Arrondissement de Château-Gontier
| Candidats      | Candidats                   | Étiquette      | Premier tour | Premier tour |
| Candidats      | Candidats                   | Étiquette      | Voix         | %            |
| -------------- | --------------------------- | -------------- | ------------ | ------------ |
|                | Louis Alphonse de Broglie * | Droite         | 13 340       | 99,52        |
|                |                             |                |              |              |
| Inscrits       | Inscrits                    | Inscrits       | 19 807       | 100,00       |
| Votants        | Votants                     | Votants        | 16 590       | 83,76        |
| Abstention     | Abstention                  | Abstention     | 3 217        | 16,24        |
| Blancs et nuls | Blancs et nuls              | Blancs et nuls | 3 185        | 19,20        |
| Exprimés       | Exprimés                    | Exprimés       | 13 405       | 80,80        |

*sortant
À la suite du décès de Louis Alphonse de Broglie, de nouvelles élections législatives sont organisées le 11 novembre 1906.
| Candidats      | Candidats                      | Étiquette      | Premier tour | Premier tour |
| Candidats      | Candidats                      | Étiquette      | Voix         | %            |
| -------------- | ------------------------------ | -------------- | ------------ | ------------ |
|                | Christian de Villebois-Mareuil | Légitimiste    | 11 915       | 99,52        |
|                | Pierre Rabois-Bousquet         | Républicain    | 58           | 0,48         |
|                |                                |                |              |              |
| Inscrits       | Inscrits                       | Inscrits       | 20 596       | 100,00       |
| Votants        | Votants                        | Votants        | 14 186       | 68,88        |
| Abstention     | Abstention                     | Abstention     | 6 410        | 31,12        |
| Blancs et nuls | Blancs et nuls                 | Blancs et nuls | 2 213        | 15,60        |
| Exprimés       | Exprimés                       | Exprimés       | 11 973       | 84,40        |

Bousquet avait fait une déclaration de candidature, mais n'avait pas fait poser d’affiches ni envoyé de bulletins.

### Arrondissement de Laval

#### 1recirconscription
| Candidats      | Candidats              | Étiquette      | Premier tour | Premier tour |
| Candidats      | Candidats              | Étiquette      | Voix         | %            |
| -------------- | ---------------------- | -------------- | ------------ | ------------ |
|                | Henri de Monti de Rezé | ALP            | 9 072        | 57,12        |
|                | Frédéric Chaplet       | Ministériel    | 6 822        | 42,88        |
|                |                        |                |              |              |
| Inscrits       | Inscrits               | Inscrits       | 18 806       | 100,00       |
| Votants        | Votants                | Votants        | 16 057       | 85,38        |
| Abstention     | Abstention             | Abstention     | 2 749        | 14,62        |
| Blancs et nuls | Blancs et nuls         | Blancs et nuls | 174          | 1,08         |
| Exprimés       | Exprimés               | Exprimés       | 15 883       | 98,92        |

#### 2ecirconscription
| Candidats      | Candidats                  | Étiquette      | Premier tour | Premier tour |
| Candidats      | Candidats                  | Étiquette      | Voix         | %            |
| -------------- | -------------------------- | -------------- | ------------ | ------------ |
|                | Maurice Dutreil *          | ALP            | 6 543        | 62,05        |
|                | Jean Vétillard             | Progressiste   | 3 536        | 33,53        |
|                | Henri Cavellet de Beaumont | Rad.           | 471          | 4,47         |
|                |                            |                |              |              |
| Inscrits       | Inscrits                   | Inscrits       | 12 286       | 100,00       |
| Votants        | Votants                    | Votants        | 10 622       | 86,46        |
| Abstention     | Abstention                 | Abstention     | 1 664        | 13,54        |
| Blancs et nuls | Blancs et nuls             | Blancs et nuls | 77           | 0,72         |
| Exprimés       | Exprimés                   | Exprimés       | 10 545       | 98,28        |

*sortant

### Arrondissement de Mayenne

#### 1recirconscription
| Candidats      | Candidats                 | Étiquette                  | Premier tour | Premier tour |
| Candidats      | Candidats                 | Étiquette                  | Voix         | %            |
| -------------- | ------------------------- | -------------------------- | ------------ | ------------ |
|                | Urbain de Hercé           | ALP                        | 8 851        | 61,32        |
|                | Amédée Renault-Morlière * | Républicains progressistes | 5 583        | 38,68        |
|                |                           |                            |              |              |
| Inscrits       | Inscrits                  | Inscrits                   | 16 867       | 100,00       |
| Votants        | Votants                   | Votants                    | 14 617       | 86,66        |
| Abstention     | Abstention                | Abstention                 | 2 250        | 13,34        |
| Blancs et nuls | Blancs et nuls            | Blancs et nuls             | 183          | 1,25         |
| Exprimés       | Exprimés                  | Exprimés                   | 14 434       | 98,75        |

*sortant

#### 2ecirconscription
| Candidats      | Candidats                 | Étiquette                  | Premier tour | Premier tour |
| Candidats      | Candidats                 | Étiquette                  | Voix         | %            |
| -------------- | ------------------------- | -------------------------- | ------------ | ------------ |
|                | Edmond Leblanc            | ALP                        | 9 703        | 57,79        |
|                | Paul Deribéré-Desgardes * | Républicains progressistes | 7 082        | 42,18        |
|                |                           |                            |              |              |
| Inscrits       | Inscrits                  | Inscrits                   | 19 885       | 100,00       |
| Votants        | Votants                   | Votants                    | 16 986       | 85,42        |
| Abstention     | Abstention                | Abstention                 | 2 899        | 14,58        |
| Blancs et nuls | Blancs et nuls            | Blancs et nuls             | 197          | 1,16         |
| Exprimés       | Exprimés                  | Exprimés                   | 16 789       | 98,84        |

*sortant